# Kenema
Kenema je najveći grad u Istočnoj provinciji Sijera Leonea. 
Kenema je glavni grad Okruga Kenema i glavno gospodarsko središte Istočne provincije. To je treći po veličini grad u Sijera Leoneu (nakon Freetowna i Boa). U Kenemi je živjelo 200,354 stanovnika po popisu iz 2015. Kenema leži približno 300 km jugoistočno od Freetowna i oko 60 km južno od grada Bo. Kenema je drugi najveći grad i drugo po veličini trgovačko središte u jugoistočnoj regiji Sijera Leonea, nakon Boa.
Grad je jedan od etnički najraznolikijih gradova u Sijera Leoneu i dom velikom broju mnogih etničkih skupina. Krio jezik je daleko najčešći govorni jezik u gradu i primarni jezik komunikacije.